# 中村ゆうひ
中村 ゆうひ（なかむら ゆうひ、1985年 - ）は、日本のイラストレーター、漫画家。他にN村（エヌむら）、N村 雄飛（エヌむら ゆうひ）という名前でも活動していた。

## 経歴・人物
千葉県印西市の木下地区で生まれ育つ。
2008年1月、N村名義で講談社BOX主催の第3回講談社BOX新人賞“流水大賞”であしたの賞を受賞し、以後講談社BOXの刊行作品や文芸誌『パンドラ』などでイラストレーターとして活躍するようになる。
『パンドラ』の執筆者紹介では、キャッチコピーとして「ザ・リビドー・クリエーター」と書かれている。
2012年、N村雄飛名義で『ノワール・レヴナント』の挿絵を手掛ける。また、2013年に『フラッガーの方程式』の挿絵を担当してからは、中村ゆうひ名義で活動するようになる。同年、『マガジンSPECIAL』掲載の『週刊少年ガール』で漫画家として連載デビュー。
2019年からは、千葉県印西市のPRサイト「MAKE INZAI ORIGINAL」にて『印西“あるある”4コマ』の連載を開始。同作は2022年にWEBアニメ化された。
「得意なことはぼうっとすること、苦手なことは自己紹介」とのこと。好きな作家はスピッツ、ムンク、歌川広重。声優の井ノ上奈々とは、幼馴染。

## 作品リスト

### イラスト
小説表紙イラスト・挿絵
- マッドドリーム・アンド・マジカルワールド（著：黒乃翔） パンドラVol.2 SIDE-Bに掲載 ※N村名義
- ビデオ・デイドリーム・ガール（著：黒乃翔） パンドラVol.3に掲載 ※N村名義
- 『マッドドリーム・アンド・マジカルワールド』（著：黒乃翔、講談社BOX、2009年5月、ISBN 978-4-06-283714-9） ※N村名義
- 『428 〜封鎖された渋谷で〜』シリーズ（著：北島行徳、講談社BOX、2009年9月、ISBN 978-4-06-283720-0） ※N村名義
- 『ノワール・レヴナント』（著：浅倉秋成、講談社BOX、2012年12月、ISBN 978-4-06-283820-7） ※N村雄飛名義
- 『フラッガーの方程式』（著：浅倉秋成、講談社BOX、2013年3月、ISBN 978-4-06-283833-7）
- 『アンフェアトレード』（著：浅倉秋成） BOX-AiR36号に掲載
- 『失恋覚悟のラウンドアバウト』（著：浅倉秋成、講談社BOX、2016年7月、ISBN 978-4-06-220173-5）

その他
- ファンクラブ「KOBO」2009年分入会者へのポストカード ※N村名義
- 講談社BOX新人賞“流水大賞” 原稿募集挿絵 ※N村名義
- 『パンドラ Vol.4　2009 SUMMER』 表紙　イラスト ※N村名義
- 「鳥美人（トリビート）」（パンドラVol.4、2009年8月）イラスト、全8ページ  ※N村名義

### 漫画
- 月の夜だけ（N村名義、『パンドラ』Vol.2 SIDE-A）※ 下剋上ボックスに掲載 8ページ
- Fade Out Syndrome（N村名義、『パンドラ』Vol.2 SIDE-B）※ 下剋上ボックスに掲載 20ページ
- 週刊少年ガール（『マガジンSPECIAL』連載、2013年6月号 -2015年10月号、全3巻）
- 印西“あるある”4コマ（Webサイト「MAKE INZAI ORIGINAL」掲載）
- イーブルガール/ジャスティスボーイ（『comipo』2024年5月27日 - ）
- 変わり刃奇譚（『コミック乱』2024年6月号[7]） - 読み切り
- 猪の目のこころ（『コミック乱』2025年1月号[8]） - 読み切り
- はらをわりてや（『コミック乱』2025年9月号[9]） - 読み切り

## エピソード
- 小学校の卒業式でひとり壇上にあがり「漫画家になりたい」と将来の夢を発表した。[要出典]
- 編集者によると、「シャイでエロ」らしい。[要出典]